# Patrick Meurling
Patrick Bertil Meurling, född 20 januari 1931 i Helsingborg, död 20 april 2016 i Lund, var en svensk zoolog, författare och lundaspexare. 
Patrick Meurling tog studentexamen i Helsingborg 1949. Efter ett års musikstudier 1949–1950 inskrevs han som student vid Lunds universitet där han studerade zoologi och geografi. Han blev filosofie magister 1955 och disputerade 1967 på doktorsavhandlingen Studies of innervation and vascularization of the pituitary in chondrichthyes. Därefter och till sin pensionering var han docent och universitetslektor vid Zoologiska institutionen vid Lunds universitet. Som lärare författade han den i flera upplagor utkomna handboken Ordbruk och bokstavsskötsel - handledning i kommunikation och rapportskrivning för naturvetare och andra (1:a upplagan 1991, 2:a upplagan 1995).
Vid sidan av sin yrkesgärning gjorde Patrick Meurling sig även bemärkt inom den lundensiska student- och spexvärlden samt som inom stadens föreningsliv. Till Lundakarnevalen 1954 skrev han, tillsammans med barndomsvännerna Hans Alfredson, Bert Holmberg och Lennart Levin det klassiska spexet Djingis Khan. Han fortsatte därefter att vara aktiv i flera karnevaler, bland annat som kommittéledamot, och författade bland annat programbladet till 1962 års "Kriminalkarneval".
Inom nationsvärlden var Meurling 1955 prokurator för Helsingkrona nation och återkom 1983–1995 som nationens inspektor. Han var som sådan huvudinitiativtagare till bildandet av nationens alumniorganisation "Helsingkrona gille". Han blev hedersledamot i nationen 1995. Han var också en drivande kraft inom Akademiska Föreningens Nasala utskott i Lund. Hans näsa finns avgjuten och upphängd i Nasoteket på plats nr 16.
Patrick Meurling var initiativtagare till Grandiosa Sällskapet i Lund och var även mångårig ledamot av Sällskapet Lundaakademiker, Sanct Joens Gille och Uarda-akademien. Han var tillsammans med Håkan Strömberg och Bengt-Olof Landin ansvarig för utgivningen av Uarda-akademiens parodiska ordböcker. Meurling var också, jämte nämnde Strömberg och Göran Larsson, redaktör och medförfattare till den stora jubileumshistoriken Spex i Lund - en hundraårskrönika (1986).
Patrick Meurling är gravsatt i minneslunden på Norra kyrkogården i Lund. Han var bror till reklammannen Kim Meurling (1929–2005).